# Microvalgus lateralis
Microvalgus lateralis är en skalbaggsart som beskrevs av Moser 1916. Microvalgus lateralis ingår i släktet Microvalgus och familjen Cetoniidae. Inga underarter finns listade i Catalogue of Life.